# Claudius Nießen
Claudius Nießen (* 1980 in Aachen) ist ein deutscher Autor, Herausgeber und Kulturmanager.

## Leben
Claudius Nießen studierte Islamwissenschaft, Niederlandistik und Politik in Münster sowie am Deutschen Literaturinstitut Leipzig (DLL). Am DLL begründete er 2003 die Anthologie Tippgemeinschaft.
Nießen war Stipendiat der Studienstiftung des deutschen Volkes und des Instituts für Buchkunst der Hochschule für Grafik und Buchkunst Leipzig. Nießen hat(te) mehrere Lehraufträge für Literarisches Schreiben inne, u. a. am Germanistischen Seminar der Universität Heidelberg, aber auch in Berlin, Düsseldorf und Leipzig.
Von 2005 bis 2012 war er der Geschäftsführer der Freien Akademie der Künste zu Leipzig. Von 2008 bis 2013 war er Geschäftsführer des DLL.
Nießen ist ferner Gründer und Leiter der Agentur Clarapark, die seit 2006 Literaturveranstaltungen entwickelt und durchführt, aber auch als Beratungsinstitut für öffentliche Einrichtungen, Stiftungen und Unternehmen in Fragen der Kunst- und Kulturförderung fungiert. Auf Clarapark geht z. B. das Sächsische Schülerfilmfestival, die Lichtinstallation NeonNeon, die Lange Leipziger Lesenacht, die Mitteldeutschen Medientage (gemeinsam mit Christian Bollert, BEBE Medien, detektor.fm), das Leipziger Literaturfestival „Houston – we have a reading“, die Lesung L3 zur Leipziger Buchmesse und die Literaturshow Turboprop zurück. Von 2006 bis 2009 kuratierte Nießen das Krautgarden Festival in Leipzig und New York.
Nießen arbeitet für verschiedene Medienunternehmen als Reporter (u. a. WDR und Handelsblatt sowie Detektor.fm).
Claudius Nießen ist seit Mai 2017 Mitglied des Leipziger Kulturrates und des Fachbeirats für Kulturförderung im Kulturamt der Stadt Leipzig. 2013 erstellte Nießen im Auftrag der Kulturstiftung des Freistaates Sachsen ein Gutachten zu „Möglichkeiten und Bedingungen der Literaturvermittelung in Dresden“.

## Preise
- 1998: Deutsch-niederländischer Nachwuchs-Literaturpreis
- 2003: Preis des Institutes für Buchkunst der Hochschule für Grafik und Buchkunst Leipzig (HGB) für Vinta[19]

## Publikationen (Auswahl)
- Zwei Himmelhunde, mit Clemens Meyer, Dresden: Verlag Voland & Quist, 2016, ISBN 978-3-86391-137-9.
- Dichten fürs Diplom, in: Streifband – die Ausbildungszeitschrift für Verlagskaufleute, (2010, Nr. 16).
- Heimatkunde Leipzig, Hamburg: Hoffmann und Campe, 2009 ISBN 978-3-455-38050-7.
- Vinta, mit Fotografien von Sven Johne, Leipzig: Institut für Buchkunst, 2005, ISBN 978-3-932865-38-1.

Als Herausgeber:
- Tippgemeinschaft 2003, Leipzig: Connewitzer Verlagsbuchhandlung, ISBN 978-3 000111-20-4.
- Tippgemeinschaft 2004, Leipzig: Connewitzer Verlagsbuchhandlung, ISBN 978-3-980940-30-6.
- Zustand und Zukunft kreativer Arbeit in Leipzig – Le Klub Analog, mit Vincent Oley et al., Leipzig: Connewitzer Verlagsbuchhandlung, 2012 ISBN 978-3-937799-65-0.
- Turboprop: beste Stories, mit Christoph Graebel, Leipzig: Connewitzer Verlagsbuchhandlung, 2008 ISBN 978-3-937799-33-9.